# Cikava (gmina Grosuplje)
Cikava – wieś w Słowenii, w gminie Grosuplje. 1 stycznia 2017 liczyła 270 mieszkańców.